# Johan Frauen
Johan Frauen (31. maj 1688 i Trondhjem – 20. december 1736) var en dansk præst. Hans fader var en tyskfødt kirurg, Christian Frauen; moderens navn var Elisabeth Marie Dalhuus.
Frauen blev student fra Trondhjem 1705; men i sine første studenterår var han "mere Martis end Minervæ Alumnus, baade de danske og de tyske Burser frygtede for ham". Han rejste siden til Tyskland og opholdt sig i Halle, hvor pietismen må have gjort indtryk på ham; thi han blev vel antaget hos A.H. Francke. Efter hjemkomsten fik han en stilling, der viser, at han regnedes til det pietistiske parti, i det han blev korrektør ved et paa Elers' Kollegium oprettet missionstrykkeri. Her vandt han prins Carls og den indflydelsesrige Carl Adolph von Plessens gunst og blev 1721 sognepræst i Gerlev og Draaby, hvor han ægtede formandens, Bendix Lysters, enke, Anna, født Juel.
Da den unge kong Christian VI ved sin tronbestigelse afskedigede alle sin stifmoders, dronning Anna Sophies, tilhængere og venner, kom Frauen i Søren Lintrups sted som kongelig konfessionarius 1731, og samme år blev han medlem af kommissionen til universitetets reorganisation. Men den kongelige nåde varede kun kort; da den stærke pietistiske bevægelse rejste sig i København, tog Frauen, uden at vi kunne angive grunden til, at han havde forladt sit tidligere standpunkt, med stor hidsighed parti mod pietisterne, og han viste, at den gamle stridbarhed fra studenterdagene endnu sad ham i blodet. Det kunde kun blive ilde optaget, naar han prædikede mod "de itzige Pietister, som alle ere af Farisæernes Slægt; Farisæerne havde fordum indsneget sig udi alle Kollegier; nu vare de i Kongers Hoffe ret som Edderkoppen i Kongesalen".
Det synes, som om kongen gerne vilde have skånet ham; han lod ham 3 gange advare ved hofmarskallen; men dette hjalp så lidt, at han svarede med en prædiken over Gal. 4,16: "Ere vi blevne eders Fjender, fordi vi tale Sandhed?". Da han så desuden talte om Johannes og Herodes på en måde, der højlig vakte kongens vrede, fik
han 1733 sin afsked med pension, men med forbud mod at komme til København. Han tog bolig i Helsingør, og da en broder af ham, der var toldembedsmand i København, det næste år døde, skrev han her fra en ansøgning om at måtte komme til byen og følge hans lig; den lød således: "Allernaadigste Konge! tillad en Synder at følge en Tolder". Han har dog følt trang til at forsone kongens vrede; thi han bevægede Bluhme til at tale hans sag og skaffe ham tilgivelse, hvilket også lykkedes. Frauen fik dog ingen ny ansættelse; men han fik tilladelse til, når han holdt sig
fra hoffet, at komme til København, og her døde han.